# Drummond Glacier
Drummond Glacier är en glaciär i Antarktis. Den ligger i Västantarktis. Argentina, Chile och Storbritannien gör anspråk på området. Drummond Glacier ligger 924 meter över havet.
Terrängen runt Drummond Glacier är bergig österut, men västerut är den kuperad. Trakten är obefolkad. Det finns inga samhällen i närheten.